# Мануил Вриений
Мануил Вриений (на средногръцки: Μανουήλ Βρυέννιος; 1275 – ок. 1340) е византийски учен, който около 1300 г. работи в Константинопол, където преподава астрономия, математика и музикална теория. Единствената оцеляла негова творба е Армоника (на гръцки: Ἁρμονικά), която е тритомна кодификация на византийската музикална наука, базирана на класическите гръцки произведения на Птолемей, Никомах и новопитагорейските автори върху нумерологичната теория на музиката. Един от учениците на Вриений е Теодор Метохит, велик логотет по време на управлението на император Андроник II Палеолог (управлявал 1272 – 1328). Под негово ръководство Метохит изучавал астрономия.

### Цитирана литература
- Freely, John (2012). Flame of Miletus: The Birth of Science in Ancient Greece (and How it Changed the World). London and New York: I.B. Tauris, ISBN 978-1-78-076051-3, https://books.google.com/books?id=e4ye9m3EflQC
- NDSU Department of Mathematics (1997). Mathematics Genealogy Project. American Mathematical Society, http://genealogy.math.ndsu.nodak.edu/extrema.php, посетен на 19 юли 2015
- Nicolaidis, Efthymios (2011). Science and Eastern Orthodoxy: From the Greek Fathers to the Age of Globalization. Baltimore, MD: The Johns Hopkins University Press, ISBN 978-1-42-140298-7, https://books.google.com/books?id=OTmYdDMdW6YC

|  | Тази страница частично или изцяло представлява превод на страницата Manuel Bryennios в Уикипедия на английски. Оригиналният текст, както и този превод, са защитени от Лиценза „Криейтив Комънс – Признание – Споделяне на споделеното“, а за съдържание, създадено преди юни 2009 година – от Лиценза за свободна документация на ГНУ. Прегледайте историята на редакциите на оригиналната страница, както и на преводната страница, за да видите списъка на съавторите. ВАЖНО: Този шаблон се отнася единствено до авторските права върху съдържанието на статията. Добавянето му не отменя изискването да се посочват конкретни източници на твърденията, които да бъдат благонадеждни. |